# Je me souviens
我牢记在心（法語：Je me souviens，發音：[ʒə mə suˈvjɛ̃]）是加拿大魁北克省的官方格言。这句格言被刻在魁北克省议会大厦的省徽下，它的含义与魁北克历史相关，存在有多种不同的解读。这句格言也被印在魁北克省的车牌上。

## 起源

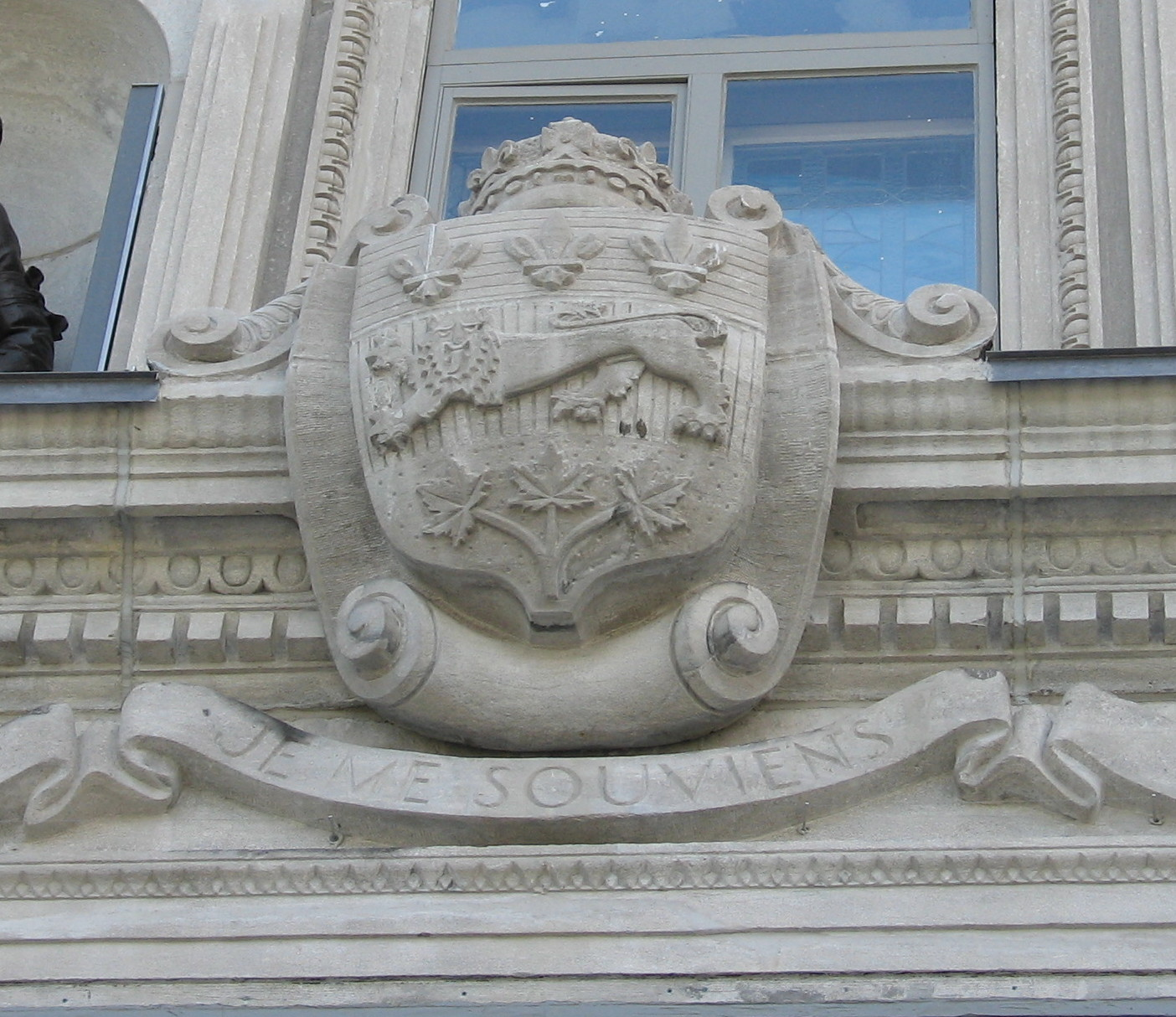
魁北克徽章以及格言“Je me souviens”自1883年就被雕刻在魁北克议会大厦入口处。

1883年，魁北克省议会大厦建筑师及魁北克官地助理委员欧仁-艾蒂安·塔谢将这句话刻在议会大厦主入口，由维多利亚女王在1868年赠送的魁北克徽章之下。在该省徽于1939年被官方采用之前，这句话已经被作为魁北克官方的格言使用了。议会大厦在1960年初的翻新期间重新雕刻了入口处的省徽，新的标志以魁北克省政府1939年12月的省徽为基础，并附上了格言。这句格言是议会大厦建筑理念的一部分，除这句格言外，墙面上还包含有26座魁北克历史上重要人物的雕像（从新法兰西时期到加拿大联邦化）。
格言于19世纪末被魁北克政府官方承认，不过直到1915年，魁北克的官方文件才附带有省徽，它首次出现在魁北克法文的扉页中，随后在1916年8月12日起出现在《魁北克官方公报》扉页。

## 意义
塔奇雖未解釋此格言的意義，但從他寫給 Siméon Lesage 的信中指示出他想藉由議會大廈牆面的銅像而告訴世人的內容。整座議會大廈的牆面上有二十四座歷史人物銅像，包括發現者及創立人 (雅克·卡蒂亞，山姆·德·尚普蘭 以及Paul de Chomedey, Sieur de Maisonneuve)、神職人員 (François de Laval，Jean de Brébeuf ，Jacques Marquette及Jean-Jacques Olier)、軍事家 (de Frontenac，Wolfe，de Montcalm 及 de Lévis)、美洲印第安人、法國派駐總督 (D'Argenson，de Tracy，de Callières，de Montmagny，d'Aillesbout，de Vaudreuil) 及Taché 言中的“那些最同情我們民族的英國派駐總督”(Murray，Dorchester，Prevost 及 Bagot) 與 詹姆斯·布魯斯，第八代額爾金伯爵 (他在推行“向人民負責的政府”制度時扮演了關鍵的角色也因此被賦予特殊的地位)。此外，Taché 更刻意留下了空白的位置讓後人能夠安置其他的銅像。

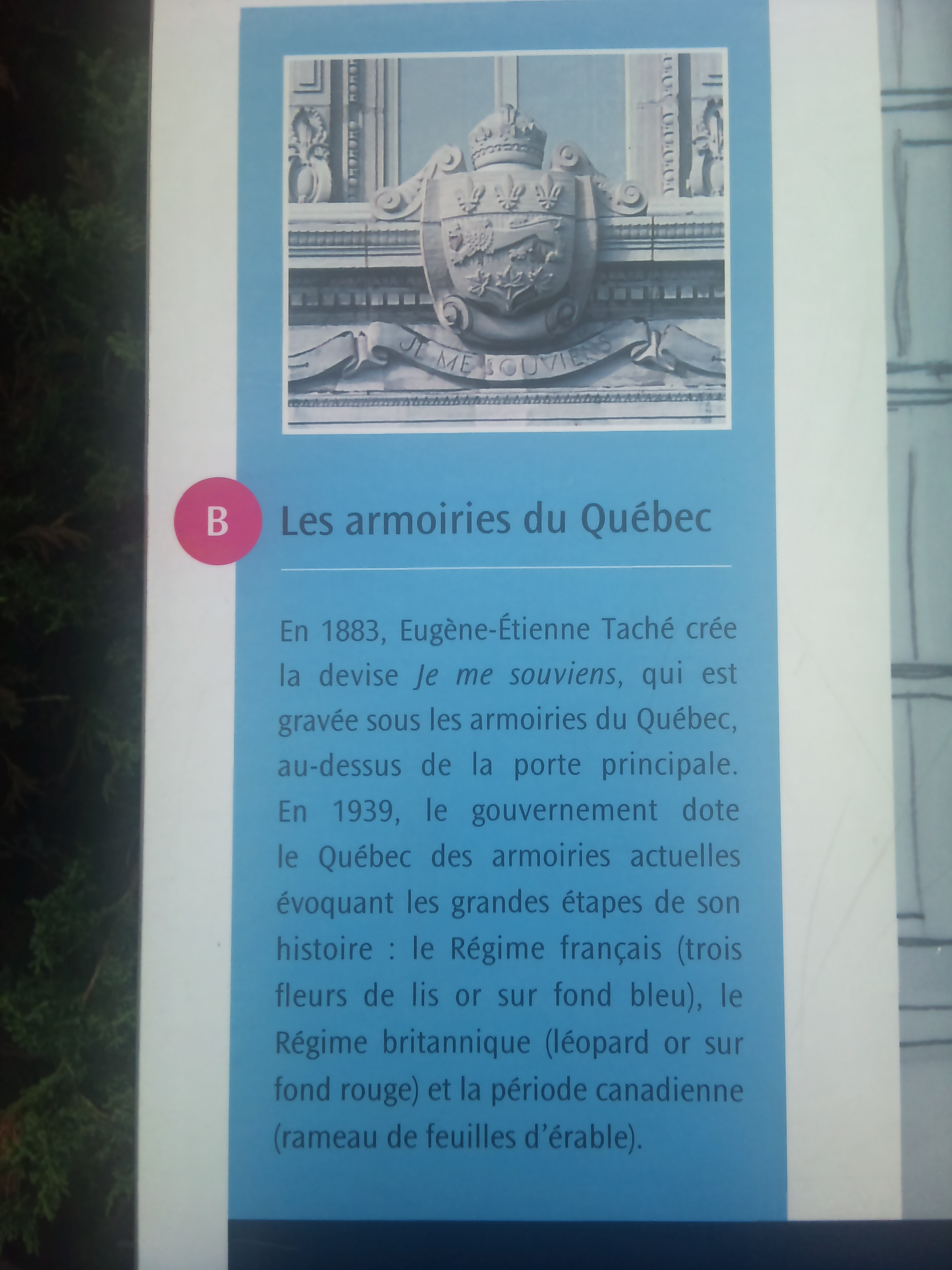
魁北克議會大樓週圍的解釋立牌

對於這一句格言的意義，在 Taché 那一時代的人並沒有任何領會上的分歧，可以舉出的初期人物包含歷史學家Thomas Chapais以及公職人員 Ernest Gagnon。
Thomas Chapais 在1895年六月二十四日揭示 de Lévis 的銅像時提到，“魁北克省有一句讓她引以為傲的格言，她如此喜愛甚至將其刻印在她的石碑和宮殿當中。這句格言只有三個單詞：‘我仍記得’；但這三個簡潔有力的單詞遠遠勝過大多長篇大論的演說。是的，我們仍然記得。我們仍記得過去留下的教訓，仍記得過去的不幸，且仍記得過去的榮耀。”
在1896年 Ernest Gagnon 寫道：“作為聯邦體制下的一個獨特省分，[格言]極佳地總括了‘Champlain 與 Maisonneuve 的加拿大’自身存在的理由。”
在1919年，Taché 過世後七年，歷史學家 Pierre-Georges Roy 強調了這三個單詞的格言的象徵：“如此生動有力的用三個單詞道出聯邦當中惟一法語省份的過去、現在以及未來。”這一段發表隨後被多次引用。
許多學者曾試過找出 Taché 這一段話的出處。民族學家 Conrad Laforte 曾推測這格言可能出自於 Un Canadien errant這一首歌，或是雨果的詩 Lueur au couchant。作家 André Duval認為答案可能更為簡單並近在眼前：格言所刻之正門的大廳，正是洛恩侯爵的盾徽所在之處，其格言乃是 Ne obliviscaris，意即 切勿忘卻，因此 Duval 相信“魁北克的格言不僅是洛恩侯爵的格言的翻譯，亦是法裔加拿大人向女王臣服同時的答覆。”
有關格言的出處、字數以及解釋，在1978年以前公佈的的英文研究報告都得到一致的結論。1934年一份關於 Taché 自傳的文中提到：

魁北克省徽 ，授带上的文字是魁北克官方格言Je me souviens

“Taché 先生也是這一句富有詩意且含帶愛國情懷的格言的作者，伴隨著魁北克省官方盾徽—Je me souviens—其中的意涵或許無法輕易地用英語字彙表示，但所要傳達的意義為‘我們沒有忘記也不會忘記自己的譜系、傳統以及往事的一切’。”
包含 Wallace、Hamilton、Colombo 或 Hamilton and Shields 等百科全書或是語錄均提供與法語來源相同的資訊。
在1955年，歷史學家 Mason Wade 補充了他的觀點：“當法裔加拿大人說‘Je me souviens’時，他不僅記得新法蘭西時期的那些日子，他也記得他是屬於一班被征服的民族這個事實。”

## 争议及第二格言

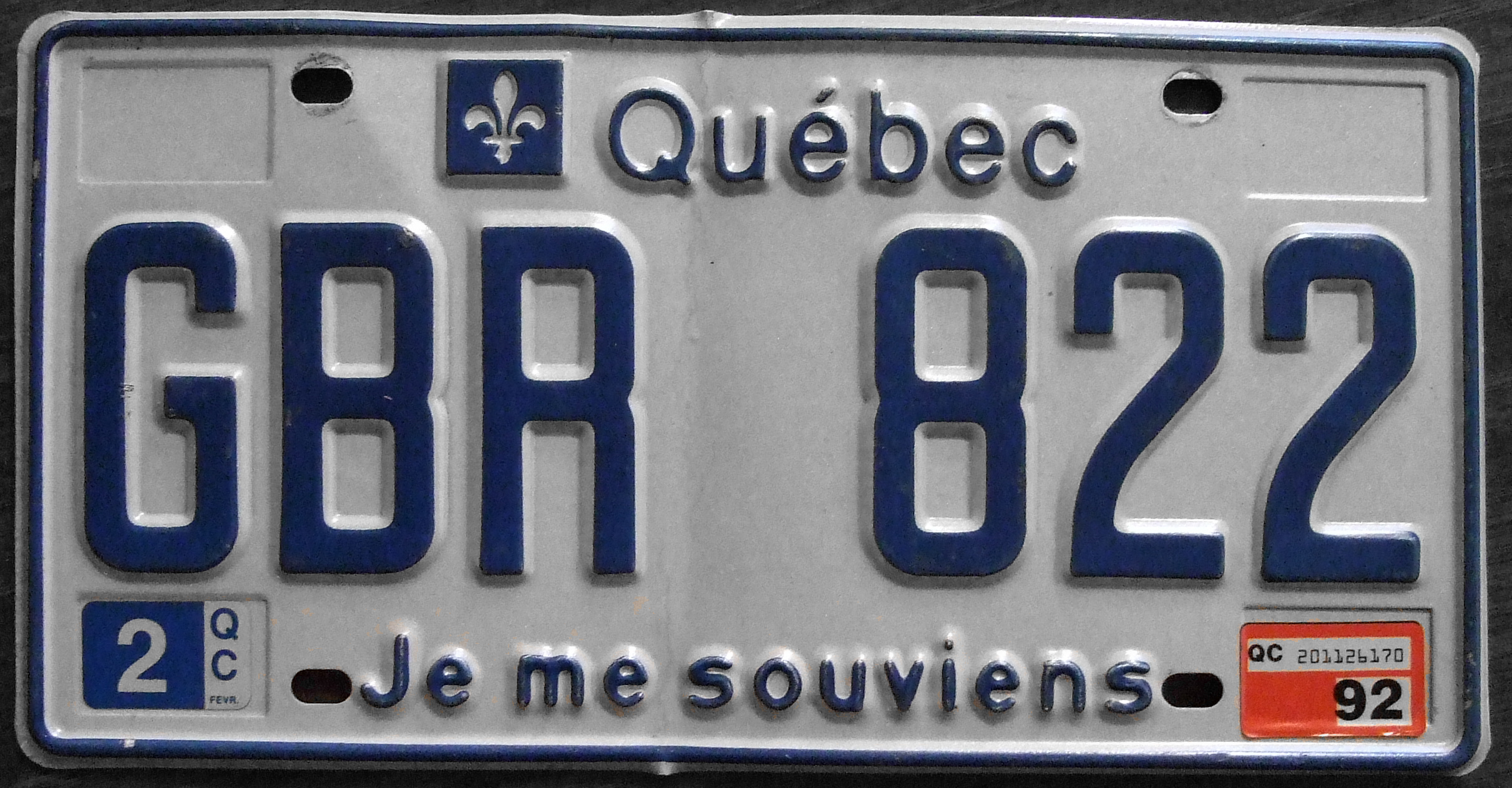
自1978年，魁北克车牌上被注有 "Je me souviens"

1978年，“我牢记在心”取代了之前魁北克车牌上的旅游欢迎辞 La Belle Province（美丽省）。历史学家 Gaston Deschênes 表示这件事标志着加拿大主流媒体对这句格言的重新解读。
1978年2月4日，Robert Goyette 在蒙特利尔星报上发表了一篇“车主对格言的争论”文章。该文章引起了 Eugène-Étienne Taché 孙女 Hélène Pâquet 的注意。同年2月15日，她回复了一封“我牢记在心”的公开信。公开信部分摘录如下：

According to [Goyette's] article, there is confusion about the Quebec motto. As you mentioned, it was written by E. E. Taché. “Je me souviens” is only the first line, which may be the cause of the confusion. It goes like this:

Je me souviens/ Que né sous le lys/ Je croîs sous la rose.

I remember/ That born under the lily/ I grow under the rose.

I hope that this enlightens some of your readers.
译：从 Goyette 的文章看来，对魁北克官方格言的不解依然存在。正如你提到的，它由 E.E.Taché 所著。“我牢记在心”只是其中第一句，所以会引起迷惑。它的完整版是：我永远记得，我生在百合下，长在玫瑰下。
百合和玫瑰分别为法兰西王国和英格兰王国的国花，在这里暗喻两个国家。第一句话广为人知，但第二句话却甚少有人知道。这则新消息在媒体上被讨论了很久，直到 Deschênes 在1992年对它进行了调查。
Deschênes 在1992年与 Hélène Pâquet 联系的时候，Hélène Pâquet 无法给出她在公开信中引用的这首诗的具体来源。Hélène Pâquet 的陈述让他的父亲，Étienne-Théodore Pâquet 中校不满。Pâquet 写了一封信给 Tâché 的女婿和市政局。他在信中写到“用三个单词结合了我们的历史和民族的人应该像谱写加拿大国歌的 Routhier 和 Lavallée 一样被认可”。
如今，这段话的第二部分通常被认为魁北克的第二格言。在第一句话被广为流传后，Eugène-Étienne Taché 本来打算建造一座加拿大民族纪念碑，且将这段话第二部分刻在碑上。这座纪念碑当时被设计为一位年轻优雅的女性用来象征加拿大民族，碑上刻 "Née dans les lis, je grandis dans les roses/生于百合，长于玫瑰"。尽管这个计划一直都未被实现，但在魁北克市立市三百周年期间，Taché 的想法又被提起。有人建议在纪念币上刻 Taché 的像 "Née sous les lis, Dieu aidant, l'œuvre de Champlain a grandi sous les roses" (生於百合下，得神助也，尚普蘭所耕耘在玫瑰下茁壯)。

## 其它使用
- Je me souviens也是加拿大法語部隊，第二十二皇家軍團的格言。
- Je me souviens也用於国殇纪念日，作為Ode of Remembrance（英语：Ode of Remembrance）的法語版本。
- Je me souviens目前呈現在所有登記於魁北克的汽車車牌上。

## 政府口号
如今，魁北克政府已很少在实践中使用这句格言。正如从1970年代以来，魁北克徽章被标志所取代一样，这句格言也被各届政府的口号所取代了。通常情况下，政府口号源于新一届政府选举时所用的宣传语言，这些口号主要起到营销的作用（类似记者会或电视广告）。有时，政府口号也会出现在它出版的一些官方刊物上。以下是各届魁北克政府的口号：
- 庄社理政府：魁北克计划（Un plan pour le Québec）
- 宝琳·马华政府：所有人的魁北克（Un Québec pour tous）
- 菲利普·库亚尔政府：一同引领魁北克前行（Ensemble, on fait avancer le Québec）[3]
- 弗朗索瓦·勒戈政府：你们的政府（Votre gouvernement）